# ThatPower
Pour les articles homonymes, voir Power.
Singles de will.i.am
Scream & Shout
(2012) Fall Down
(2013)
Singles par Justin Bieber
All Around the World
(2013) Lolly
(2013)
thatPower (stylisé en #thatPOWER — en français : « ce pouvoir ») est une chanson du chanteur américain will.i.am, issue de son quatrième album studio, #willpower. La chanson a été écrite par William Adams, Justin Bieber et Damien Leroy (connu sous le nom de DJ Ammo), et a été produite par will.i.am, Verrigni et DJ Ammo. La chanson, qui est une collaboration avec le chanteur canadien Justin Bieber, a été publiée aux États-Unis et au Canada le 18 mars 2013 sous la licence d'Interscope Records, en tant que troisième single tiré de l'album. La chanson a, depuis, été répertoriée dans de nombreux hit-parades du monde entier.

## Composition
#thatPower possède un tempo modéré de 128 battements par minute. Will a décrit la chanson comme uptempo. Jocelyn Vena de MTV a dit que la chanson avait « un lyrisme fanfaronnant » et nota combien « Bieber utilise sa douce voix lors du refrain », avec une ambiance qui « rappelle le tube de Kanye West, Power (2010) ». Selon The Hollywood Reporter, la chanson est plus orientée « dance-club ».

## Clip vidéo
will.i.am tweeta combien les répétitions pour le clip furent épuisantes le 21 mars,. Le 25 mars, Capital FM a rapporté que will.i.am a été vu en train de participer à la production du clip à Los Angeles.

## Liste des pistes
- Téléchargement numérique[9]

1. thatPower (featuring Justin Bieber) – 4:39

- CD single

1. thatPower (featuring Justin Bieber) – 4:39
2. thatPower (Instrumental) – 4:39

## Certifications
| Pays             | Organisme | Certification | Vente     |
| ---------------- | --------- | ------------- | --------- |
| Australie        | ARIA      | 2 × Platine   | 140 000   |
| Danemark         | IFPI      | Platine       | 30 000    |
| États-Unis       | RIAA      | Platine       | 1 018 000 |
| Italie           | FIMI      | Or            | 15 000    |
| Nouvelle-Zélande | RIANZ     | Or            | 7 500     |
| Belgique         |           | Or            |           |